# Uhlík-14
Uhlík-14 (14C) je radioaktivní izotop uhlíku, který obsahuje 6 protonů a 8 neutronů. Má poločas přeměny 5730 roků, což se využívá k radiokarbonové metodě datování organických pozůstatků živých organismů. Izotop byl objeven 27. února 1940 Martinem Kamenem a Samem Rubenem na University of California Radiation Laboratory v Berkeley v Kalifornii.
V atmosféře vzniká reakcí kosmického záření s dusíkem:
14N + n → 14C + p

## Vznik izotopu
Do svrchních vrstev zemské atmosféry dopadají z vesmíru neustále částice primárního kosmického záření. To je tvořeno převážně protony (kolem 88 %), z 10 % částicemi alfa (jádra helia) a zbytek tvoří převážně elektrony, pozitrony a atomy těžkých prvků. Tyto se srážejí s částicemi v atmosféře, čímž vzniká sekundární kosmické záření, jež dopadá až na zemský povrch. Interakcemi sekundárního kosmického záření s molekulami vzduchu neustále vznikají nejrůznější radioaktivní nuklidy prvků zastoupených v atmosféře. Srážkou neutronu sekundárního kosmického záření s atomem dusíku 14N vzniká izotop uhlíku 14C, konkrétně:
{\displaystyle {}_{~7}^{14}\mathrm {N} +n\to {}_{~6}^{14}\mathrm {C} +p}.
K produkci radioaktivního uhlíku dochází v horních vrstvách zemské atmosféry, převážně ve výšce kolem 15 kilometrů. Dále se tento izotop oxiduje na oxid uhličitý, jenž se poté promíchává se svou neaktivní formou tvořenou izotopy 12C a 13C, které nejsou radioaktivní. Tato směs je pak fotosyntézou vstřebávána rostlinami a jejich prostřednictvím se dostává i do těl živočichů.

## Radioaktivní rozpad
Rozpadá se mechanismem β− (beta zářič):
{\displaystyle {}_{\ 6}^{14}\mathrm {C} \,\to \,{}_{\ 7}^{14}\mathrm {N} +e^{-}+{\overline {\nu }}_{e}}
Jeden z neutronů se rozpadne na proton, elektron a elektronové antineutrino za vzniku stabilního izotopu dusíku-14. K detekci se nejčastěji využívají scintilační detektory, protože účinnost Geigerových–Mülerových čítačů je v tomto případě nízká.

## Detekce
V přírodě se izotop 14C vyskytuje jako 0,000 000 000 1 % veškerého uhlíku (na každých 1012 atomů 12C se vyskytuje jeden atom 14C). Detekce obsahu uhlíku 14C je proto kvůli běžné velmi nízké koncentraci obtížná a tudíž drahá a navíc jde o beta zářič s nízkou energií.